# Carmen Orellana Illescas
Carmen Orellana Illescas (Ciudad Real, 27 de enero de 1957) es una agente de medio ambiente del Gobierno de las Islas Baleares, que fue la primera mujer en obtener una plaza de guarda de medio ambiente / guarda forestal en España.

## Biografía
Con veintidós años dejó su trabajo en Madrid y accedió, junto con dos compañeras a la Escuela de Capacitación Forestal de Jaca (Huesca), cursando sus estudios entre 1979 y 1981. Era la primera vez que las mujeres accedían a este centro de formación. No fue fácil para ellas y sus dos compañeras abandonaron antes de que terminara el curso. Tras finalizar los estudios de capacitación forestal, preceptivos para acceder al Cuerpo, presentó un recurso a la convocatoria de 1982 por inconstitucionalidad, ya que entre los requisitos preceptivos seguía figurando ser varón y haber cumplido el servicio militar. La Administración de la época se inhibió ante la posibilidad de ofrecer una respuesta, por lo que Orellana se acogió al silencio administrativo para poder presentarse a las oposiciones. A pesar de lograr muy buenas notas, el tribunal central de Madrid la dejó sin plaza, de modo que tuvo que presentarse de nuevo en 1983 obteniendo en esta ocasión el primer puesto de su promoción de 117 aprobados. A raíz de su recurso, la normativa cambió.
Tras aprobar las oposiciones, tuvo que enfrentarse a nuevos obstáculos para demostrar su capacidad para desempeñar su trabajo. En el Boletín de la Benéfica, una revista profesional para funcionariado del Estado, se publicó un artículo titulado «Compañera te doy…» sobre la incorporación de Orellana, que cuestionaba su capacidad para desempeñar el puesto de trabajo por su condición de mujer.
Orellana ejerce como Agente de Medio Ambiente del Gobierno Balear, ocupando el puesto de coordinadora de los Agentes en la isla de Menorca.